# Markgrevskap
Ett markgrevskap är det landområde som av kungen eller kejsaren tilldelats en markgreve. Benämningen användes ursprungligen för ett nyerövrat gränslandsområde i utkanten av Frankerriket och senare Tysk-romerska riket som tjänade som en säkerhetszon gentemot grannstaterna. På grund av markgrevskapens strategiska betydelse tilldelades markgrevarna vidsträckta befogenheter. Med tiden kom flera markgrevskap att utvecklas till oberoende hertigdömen. 

## Historiska tyska markgrevskap
- Markgrevskapet Baden, under perioden 1527–1771 delat i:
  - Markgrevskapet Baden-Baden
  - Markgrevskapet Baden-Durlach
- Billunger Mark under Billungdynastin i norr
- Geromark under Gero I, delades senare i Sachsiska Ostmark och Nordmark
- Nordmark, av vilket senare endast Altmark återstod. Ur detta bildades:
  - Markgrevskapet Brandenburg med bl.a. sidolinjerna:
    - Brandenburg-Küstrin
    - Brandenburg-Salzwedel
    - Brandenburg-Schwedt
    - Brandenburg-Stendal
- Sachsiska Ostmark
  - Markgrevskapet Lausitz
    - Markgrevskapet Landsberg

  - Markgrevskapet Meissen
  - Markgrevskapet Merseburg
  - Markgrevskapet Zeitz
- Bayerska Ostmark (Österrike)
- Markgrevskapet Krain